# Cyphostemma muhuluense
Cyphostemma muhuluense är en vinväxtart som först beskrevs av Gottfried Wilhelm Johannes Mildbraed, och fick sitt nu gällande namn av Descoings. Cyphostemma muhuluense ingår i släktet Cyphostemma och familjen vinväxter. Inga underarter finns listade i Catalogue of Life.